# Arctic Circle Raceway
Arctic Circle Raceway (ACR) är Norges största racerbana. Den ligger i Storforshei, 30 km söder om Norra polcirkeln och 25 km norr om Mo i Rana. Banan öppnades 1995, är 3 753 meter lång och 11–13 meter bred.
Anläggningen, som kostade 61 miljoner norska kronor att bygga, är riksanläggning för roadracing i Norge. Men är även byggd för bilsport och har flera gånger arrangerat deltävlingar i svenska STCC.

## Banrekord
- Motorcykel: Daniel Kubberød, Superbike, 1.28,1 (juli 2009)
- Formelbilar: Pontus Mörth, Formel 3, 1.20,624 (juni 1996)
- Standardvagnar: Jan "Flash" Nilsson, STCC, Volvo, 1.27,323 (augusti 2000)
- Gatbilar: Andre Linder, Nissan Silvia RPS, 1.35,0 (juli 2010)